# Bhumenahalli, Dod Ballapur
Bhumenahalli là một làng thuộc tehsil Dod Ballapur, huyện Bangalore Rural, bang Karnataka, Ấn Độ.